# Bracisepalum selebicum
Bracisepalum selebicum är en orkidéart som beskrevs av Johannes Jacobus Smith. Bracisepalum selebicum ingår i släktet Bracisepalum och familjen orkidéer.
Artens utbredningsområde är Sulawesi. Inga underarter finns listade i Catalogue of Life.